# Îlot Maria Vaz
L'îlot Maria Vaz (en portugais : Ilhéu Maria Vaz) ou îlot de Gadelha (Ilhéu da Gadelha) est un îlot situé dans la municipalité de Santa Cruz das Flores, aux Açores, au Portugal.